# Puya smithii
Puya smithii är en gräsväxtart som beskrevs av Alberto Castellanos. Puya smithii ingår i släktet Puya och familjen Bromeliaceae. Inga underarter finns listade i Catalogue of Life.